# Chrastice (železniční zastávka)
Chrastice jsou železniční zastávka, která se nachází východně od vesnice Chrastice v okrese Šumperk. Leží v katastrálním území Chrastice na území města Staré Město. Zastávka leží v km 8,973 jednokolejné trati Hanušovice – Staré Město pod Sněžníkem mezi stanicí Hanušovice a dopravnou Staré Město pod Sněžníkem.

## Historie
Zastávka začala sloužit cestujícím 4. října 1905, tedy současně se zahájením provozu tratě z Hanušovic do Starého Města, kterou postavila společnost Lokalbahn Hannsdorf - Mährisch Altstadt. Ta trať a tedy i zastávku vlastnila až do roku 1936, kdy byla převazata Československými státními dráhami.
Původní název zastávky byl Kratzdorf, od roku 1918 se používá pojmenování Chrastice s výjimkou let 1938–1945, kdy se opět používalo německé označení Kratzdorf.

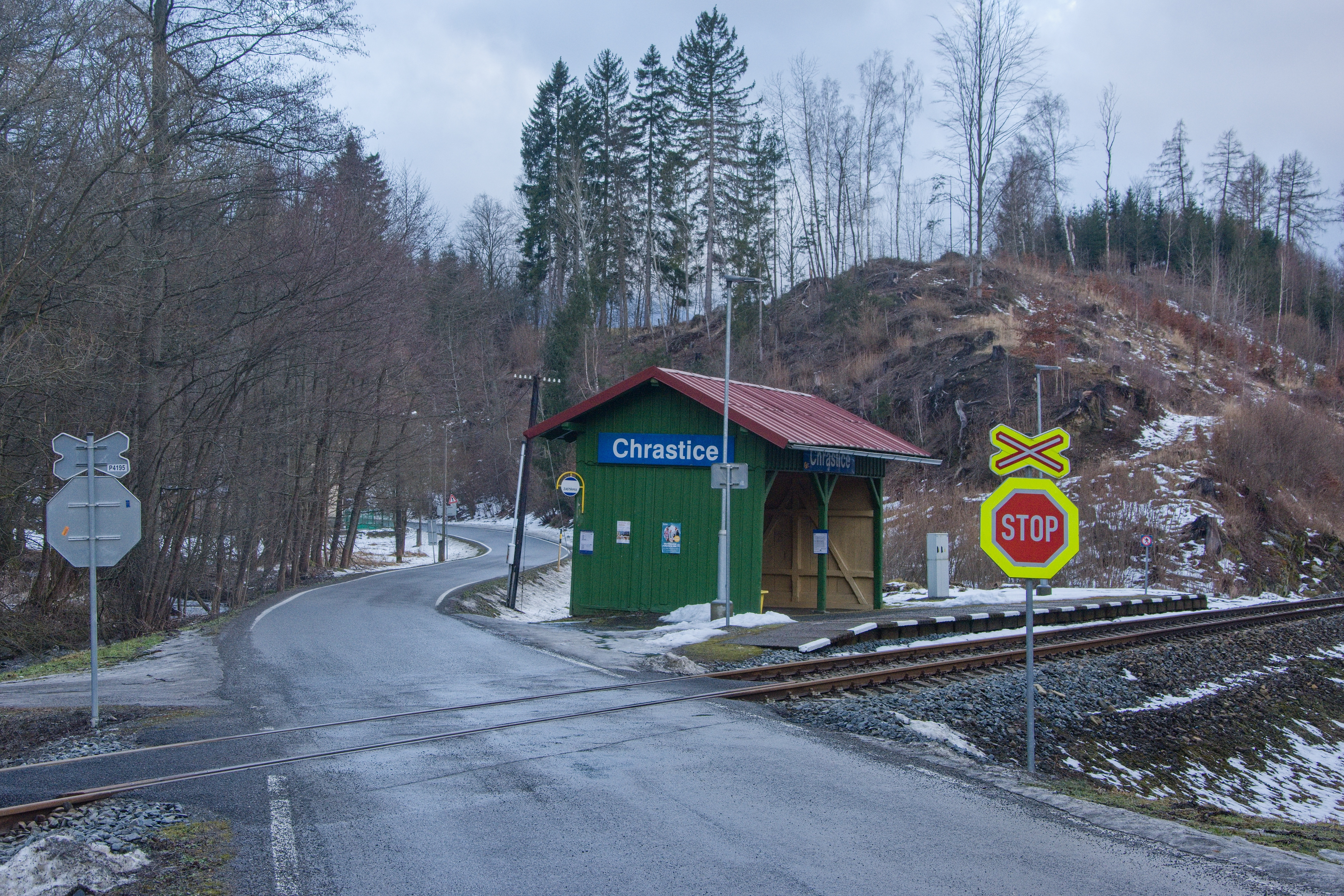
Celkový pohled na zastávku a přejezd

## Popis zastávky
V zastávce je u traťové koleje vybudováno z desek SUDOP vnější jednostranné nástupiště o délce 30 m, nástupní hrana je ve výšce 250 mm nad temenem kolejnice. Přístup na nástupiště je z veřejné komunikace.
Přímo u zastávky se v km 8,954 nachází přejezd P4195, který je zabezpečen výstražnými kříži. Na tomto přejezdu trať kříží silnice 3. třídy, která vede do Chrastic a Hynčic pod Sušinou.